# オホーツク海南部深発地震
オホーツク海南部深発地震（オホーツクかいなんぶしんぱつじしん）とは、日本標準時2012年8月14日11時59分36.2秒に樺太東方のオホーツク海南部を震央として発生した地震である。震源の深さが654kmと、極めて深い深発地震ながら、Mj7.3・Mw7.7という大規模地震であるため、最大震度3を記録する地震となった。

## 緊急地震速報
2012年8月14日12時1分11.0秒、最初の地震波を稚内市恵北で観測した。その1.5秒後には、この観測情報を元に緊急地震速報の処理を開始した。稚内市での最初の地震波の観測から4.3秒後の12時1分15.3秒には、緊急地震速報の第1報が発表された。7.3秒後の12時1分18.3秒には、宗谷地方北部で震度5弱程度の地震が予測され、予想震度が一般に緊急地震速報を発表する警報基準を超えたことから、第2報で警報が発表された。
しかし、警報を発表した時点での第1報および第2報では、震源を北緯45度00分 東経142度00分 / 北緯45.0度 東経142.0度の幌延町付近を震央とするMj5.7、深さ10kmの地震と予測していた。これは、緊急地震速報を発表する根拠となるところが、観測点に到達した地震波の時刻によることで生じた誤った予想だった。実際、最初の地震波の観測から7.4秒後、第2報の発表からわずか0.1秒後の12時1分18.4秒に発表された第3報では、北緯46度36分 東経143度54分 / 北緯46.6度 東経143.9度のオホーツク海を震央とするMj6.8、深さ420kmの深発地震に変更されている。特に震源が極端に深い深発地震の場合、震源から地表に至るまでの内部構造や地質の差によって、地震波の強さや到達時間に顕著な差が生じるため、このような誤報を生じることがある。なお、気象庁の緊急地震速報は、観測点が1個または2個を基準として発表する場合は、常に震源の深さを10kmと仮定して発表するため、震源の位置や予想震度に大きな誤差が生じたのである。
| 時刻 (JST)                                | 経過時間 | |
| ----------------------------------------- | -------- | --- |
| 12時1分11.0秒                             | 0.0秒    | 稚内恵北で地震波を感知。最初の観測情報。                                                                                          |
| 12時1分11.1秒                             | 0.1秒    | 宗谷枝幸で地震波を感知。 |
| 12時1分12.5秒                             | 1.5秒    | 緊急地震速報の処理を開始。 |
| 12時1分13.4秒                             | 2.4秒    | 利尻島で地震波を感知。 |
| 12時1分15.2秒                             | 4.2秒    | 羅臼で地震波を感知。 |
| 12時1分15.3秒                             | 4.3秒    | 緊急地震速報第1報を発表。 規模Mj5.3、深さ10km。予想震度4程度。                                                                    |
| 12時1分16.3秒                             | 5.3秒    | 網走常呂で地震波を感知。 |
| 12時1分18.3秒                             | 7.3秒    | 緊急地震速報第2報を発表。 規模Mj5.7、深さ10km。 予想震度5弱程度と、警報基準を超えたために一般に対して緊急地震速報（警報）を発信。 |
| 12時1分18.4秒                             | 7.4秒    | 緊急地震速報第3報を発表。 規模Mj6.8、深さ420km。                                                                                  |
| 以後12時2分45.5秒までに第10報までを発表。 |          | |

なお、緊急地震速報が深発地震として訂正された後も、地震に関する速報値は、現在発表されている解析値から見ると誤差が大きい。これは、深発地震の詳細な解析には時間がかかることを反映している。速報値の段階で、震源が590kmと深発地震の中でもかなり深い部類であることが判明していた。
|              |        | 発生時刻（JST） | 座標                                                          | 規模（Mj） | 深さ（km） | 出典        |
| ------------ | ------ | --------------- | ------------------------------------------------------------- | ---------- | ---------- | ----------- |
| 緊急地震速報 | 第2報  |                 | 北緯45度0分 東経142度0分 / 北緯45.000度 東経142.000度         | 5.7        | 10         | [ 4 ]       |
| 緊急地震速報 | 第3報  |                 | 北緯46度36分 東経143度54分 / 北緯46.600度 東経143.900度       | 6.8        | 420        | [ 4 ]       |
| 地震情報     | 速報値 | 12時1分頃       | 北緯49度18分 東経145度42分 / 北緯49.300度 東経145.700度       | 7.3        | 590        | [ 3 ] [ 4 ] |
| 地震情報     | 解析値 | 11時59分36.2秒  | 北緯49度11.0分 東経145度52.9分 / 北緯49.1833度 東経145.8817度 | 7.3        | 654        | [ 1 ]       |

## 震度
北海道、青森県、岩手県の一部市町村で最大震度3を観測したほか、石川県輪島市や、震央から約1650km以上、震源から約1800km以上離れた千葉県館山市長須賀でも震度1を計測するなど、東日本全域から・石川県までの広い範囲に及ぶ有感地震となった。
震度分布を取ると、震源に近い稚内市などは震度2や1だったが、震源からやや離れている盛岡市や八戸市などでは最大震度を観測している異常震域が見られた。普通の地震の場合、震度分布は震央により近い地域が最大震度を取るが、震源が極端に深い深発地震の場合、震源に近い地域は柔らかい上部マントルを通るために地震波のエネルギーが減衰しやすい一方、震源から遠い地域は硬いプレートを通ってエネルギーがほとんど減衰せずに地震波が伝わるため、震源から遠い地域が震源から近い地域より強い揺れを観測する場合がある。

## その他
この地震は、太平洋プレートがオホーツクプレートに対して沈み込む際にプレート内部の断層が動いた結果発生したスラブ内地震である。
なお、アメリカ地質調査所は、この地震をMw7.7、震源の深さを625.9kmとしている。この地域における深発地震は珍しくない。1924年12月27日には網走沖の北緯44度15.7分 東経144度52.5分 / 北緯44.2617度 東経144.8750度の深さ150 kmでM 7.0の地震が発生し、根室で震度4を観測した。